# Rote Mordwanze
Die Rote Mordwanze (Rhynocoris iracundus) ist eine auffällig schwarz-rot gezeichnete Wanzenart aus der Familie der Raubwanzen.

## Verbreitung und Lebensräume
Die Insekten sind vom südlichen Mitteleuropa und dem Mittelmeerraum bis nach Kleinasien, Zentralasien und China verbreitet. Rhynocoris iracundus lebt nur an sonnigen und trocken-warmen Orten. Die erwachsenen Tiere sind überwiegend in der Krautschicht auf den Blüten von Doldenblütlern (Apiaceae) anzutreffen. Die Larven halten sich dagegen fast ausschließlich am Boden auf und sind unter Steinen, Totholz, in Pflanzenpolstern oder in der lockeren Streu zu finden.

## Merkmale und Lebensweise
Die Rote Mordwanze erreicht Körperlängen zwischen 13,8 und 17,6 Millimetern. Sie ist groß und kräftig gebaut und zeigt eine variable schwarz-rote Musterung. Die Körperunterseite ist rot und verfügt über Reihen schwarzer Flecke. Das Schildchen (Scutellum) ist schwarz mit roter Spitze. Der Halsschild (Pronotum) ist rot mit schwarzer Zeichnung oder schwarz mit roter Mitte. Im Unterschied zur Geringelten Mordwanze (Rhynocoris annulatus) ist das Corium und der Cuneus der Vorderflügel (Hemielytren) rot, der Clavus und die Membran sind schwarz ebenso wie die geknieten Fühler. Die Imagines sind immer langflügelig (makropter) und gute Flieger. Der kräftige  Stechrüssel (Rostrum) ist dreigliedrig. Bei Störungen streifen die Wanzen den Rüssel über eine zwischen den Vorderhüften befindliche quergeriefte Rinne, wodurch zirpende Laute erzeugt werden.
Die Tiere ernähren sich ausschließlich räuberisch von verschiedenen Insekten, die oft größer sind als sie selbst. Die Beute wird durch einen auch für den Menschen schmerzhaften Stich rasch abgetötet und ausgesaugt. Die Larven überwintern. Die erwachsenen Tiere sind ab Juni bis etwa Juli zu beobachten.

## Ähnliche Arten
Verwechslungsmöglichkeit besteht in Italien, dem Balkangebiet und Griechenland mit Rhynocoris rubricus (galt früher als Unterart von R. iracundus), im westlichen Mittelmeerraum mit Rhynocoris cuspidatus.
Es gibt einen Bestimmungsschlüssel von P. Dioli, 1990 (italienisch) für mehrere in Italien vorkommende Rhynocoris-Arten, inklusive genitalmorphologischer Merkmale des Männchens, die eine Unterscheidung am sichersten ermöglichen.
Die angegebenen äußerlichen Merkmale dürften beim Artenpaar R. iracundus/rubricus nach Putshkov & Moulet, 2009 (französisch) aber zu variabel und somit unbrauchbar sein. Den Autoren zufolge sind diese äußerlich nur anhand der Färbung der Unterseite des Abdomens voneinander zu unterscheiden. Die typische Form von rubricus weist hier drei ununterbrochene schwarze Längsstreifen auf rotem Grund auf – dieses Muster kommt bei iracundus nicht vor, hier findet sich stattdessen eine Reihe schwarzer Flecken. Exemplare der beiden Arten mit weitgehend schwarzer Färbung des Abdomens lassen sich aber nicht voneinander trennen.